# Periscepsia turkmenica
Periscepsia turkmenica är en tvåvingeart som beskrevs av Richter 1991. Periscepsia turkmenica ingår i släktet Periscepsia och familjen parasitflugor.
Artens utbredningsområde är Turkmenistan. Inga underarter finns listade i Catalogue of Life.